# Čikule
Čikule je naseljeno mjesto u sastavu općine Bosanska Gradiška, Republika Srpska, BiH.

## Stanovništvo
| Čikule             |              |
| Godina popisa      | 1991.        |
| Muslimani          | 361 (97,83%) |
| Hrvati             | 0            |
| Srbi               | 0            |
| Jugoslaveni        | 3 (0,81%)    |
| ostali i nepoznato | 5 (1,36%)    |
| ukupno             | 369          |